# Gynoplistia kiandra
Gynoplistia kiandra là một loài ruồi trong họ Limoniidae. Chúng phân bố ở miền Australasia.